# Tympanogaster nargum
Tympanogaster nargum är en skalbaggsart som beskrevs av Perkins 2006. Tympanogaster nargum ingår i släktet Tympanogaster och familjen vattenbrynsbaggar. Inga underarter finns listade i Catalogue of Life.